# Shintarō Nago
Shintarō Nago (名古 新太郎?, Nago Shintarō; Osaka, 17 aprile 1996) è un calciatore giapponese, centrocampista dei Kashima Antlers.

## Statistiche

### Presenze e reti nei club
Statistiche aggiornate al 7 agosto 2024.
| Stagione               | Squadra                | Campionato             | Campionato | Campionato | Coppe nazionali | Coppe nazionali | Coppe nazionali | Coppe continentali | Coppe continentali | Coppe continentali | Altre coppe | Altre coppe | Altre coppe | Totale | Totale | Totale |
| Stagione               | Squadra                | Comp                   | Pres       | Reti       | Comp            | Pres            | Reti            | Comp               | Pres               | Reti               | Comp        | Pres        | Reti        | Pres   | Reti   |        |
| ---------------------- | ---------------------- | ---------------------- | ---------- | ---------- | --------------- | --------------- | --------------- | ------------------ | ------------------ | ------------------ | ----------- | ----------- | ----------- | ------ | ------ | ------ |
| 2015                   | Juntendo Daigaku       | -                      | -          | -          | CG              | 1               | 1               | -                  | -                  | -                  | -           | -           | -           | 1      | 1      |        |
| 2018                   | Kashima Antlers        | J1                     | 1          | 0          | CG+CdL          | 0               | 0               | AFC                | 0                  | 0                  | Cmc         | 0           | 0           | 1      | 0      |        |
| 2019                   | Kashima Antlers        | J1                     | 15         | 0          | CG+CdL          | 5+3             | 0+1             | ACL                | 6                  | 0                  | -           | -           | -           | 29     | 1      |        |
| 2020                   | Kashima Antlers        | J1                     | 8          | 0          | CdL             | 1               | 0               | AFC                | 0                  | 0                  | -           | -           | -           | 9      | 0      |        |
| 2021                   | Shonan Bellmare        | J1                     | 19         | 3          | CG+CdL          | 1+3             | 0               | -                  | -                  | -                  | -           | -           | -           | 23     | 3      |        |
| 2022                   | Kashima Antlers        | J1                     | 5          | 0          | CG+CdL          | 1+0             | 0               | -                  | -                  | -                  | -           | -           | -           | 6      | 0      |        |
| 2023                   | Kashima Antlers        | J1                     | 14         | 1          | CG+CdL          | 1+2             | 0               | -                  | -                  | -                  | -           | -           | -           | 17     | 1      |        |
| 2024                   | Kashima Antlers        | J1                     | 23         | 5          | CG+CdL          | 2+1             | 0               | -                  | -                  | -                  | -           | -           | -           | 26     | 5      |        |
| Totale Kashima Antlers | Totale Kashima Antlers | Totale Kashima Antlers | 66         | 6          |                 | 16              | 1               |                    | 6                  | 0                  |             | 0           | 0           | 88     | 7      |        |
| Totale carriera        | Totale carriera        | Totale carriera        | 85         | 9          |                 | 21              | 2               |                    | 6                  | 0                  |             | 0           | 0           | 112    | 11     |        |

## Palmarès

### Club

#### Competizioni internazionali
- AFC Champions League: 1

Kashima Antlers: 2018

### Nazionale
- Universiade: 1

2017